# پانونییا
پانونییا (به صربی: Panonija) یک منطقهٔ مسکونی در صربستان است که در Bačka Topola Municipality واقع شده‌است.